# Rio Arnon
O rio Arnon é um rio localizado na região central da França. É afluente, pela margem esquerda, do rio Cher. Nasce perto de Préveranges, a oeste de Montluçon. O Arnon corre em geral na direção sul-norte, pelos seguintes departamentos e localidades:
- Allier
- Cher: Culan, Lignières, Chârost
- Indre: Reuilly

O Arnon conflui com o rio Cher perto de Vierzon.